# Navalha filosófica
Navalhas filosóficas são axiomas utilizados nos subcampos filosóficos da lógica e da epistemologia que permitem a eliminação de explicações improváveis ou impossíveis para determinados assuntos. São, em sua maioria, variações do princípio filosófico da simplicidade.

## Principais navalhas filosóficas
As principais navalhas filosóficas são amplamente utilizadas em todas as áreas do conhecimento humano. São elas:
- Navalha de Ockham: A navalha de Ockham, a mais conhecida das navalhas filosóficas, afirma o seguinte: "Ao confrontar diferentes hipóteses para explicar um mesmo fenômeno, há de se selecionar as que envolvem menos ações e entidades".
- Navalha de Grice: É um princípio de parcimônia. Afirma que implicações práticas devem ser preferidas frente a contextos semânticos abstratos para explicações linguísticas.[2][3]
- Navalha de Hanlon: "Nunca atribua à malícia o que pode ser adequadamente explicado pela estupidez".[4]
- Navalha de Hume: "Se a causa atribuída a qualquer efeito não for suficiente para explicá-lo completamente, devemos rejeitar a causa ou adicionar a ela qualidades que deem uma justa proporção ao efeito".[5][6]
- Navalha de Hitchens: Diz que "O que pode ser afirmado sem provas pode ser rejeitado sem provas".
- Navalha de Alter: Também conhecida como "Navalha de Newton" ou "Espada laser flamejante de Newton", consiste na afirmação de que se algo não pode ser testado ou observado, não é digno de debate.
- Navalha de Popper: Também conhecida como "Princípio da falseabilidade [de Popper]", consiste na afirmação de que para uma teoria ser considerada científica, ela deve ser falseável.
- Navalha de Rand: É intimamente ligada à navalha de Occam, uma vez que afirma que "conceitos não devem ser multiplicados além da necessidade".[7]